# سه (آلبوم کریستال کاستلز)
سه (به انگلیسی: III) سومین آلبوم استودیویی از گروهٔ موسیقی الکترونیک کانادایی کریستال کاستلز می‌باشد که در ۷ نوامبر سال ۲۰۱۲ از سوی فیکشن رکوردز و پالیدور رکوردز منتشر گردید.
سه آخرین آلبوم کریستال کاستلز با خوانندگی آلیس گلس قبل از استعفا دادن وی در سال ۲۰۱۴ است و از آنجا که آلبومی که این گروه در سال ۲۰۱۶ منتشر کرد به‌جای (چهار) یا کریستال کاستلز، عفو (اول) نام داشت آخرین آلبوم هم‌نام کریستال کاستلز نیز می‌باشد. گلس در سال ۲۰۲۲ به‌طور انفرادی این مجموعه را با گنجاندن «چهار» در نام اولین آلبوم خود طعمه//چهار ادامه داد.